# ألفاكالسيدول
الفاكالسيدول (بالإنجليزية: Alfacalcidol)‏ (أو 1-هيدروكسي كوليكالسيفيرول"1-hydroxycholecalciferol") وهو أحد نظائر فيتامين د. يستخدم كمكمل غذائي للإنسان. له تأثير أقل على استقلاب الكالسيوم من الكالسيتريول، في حين له تأثير فعالية أكثر على مستويات هرمون الغدة الدرقية والجهاز المناعي، بما في ذلك الخلايا التائية التنظيمية [الإنجليزية].

## استخداماته
- الكساح ولين العظام.
- هشاشة العظام بعد سن اليأس والشيخوخة.
- اضطرابات استقلاب الكالسيوم (وخاصة مع مرض الكلى المزمن).
- الحثل العظمي الكلوي المنشأ.
- قصور الدريقات.
- نقص كالسيوم الدم (وخاصة مع مرض الكلى المزمن).